# わじまさとし
わじま さとしは、日本の漫画家。

## 経歴
- 『週刊少年ジャンプ』2008年51号に『さすらい剣士物語』が代原掲載。
- 第69回（2008年下期）赤塚賞にて『Tシャツのばし』で最終候補。
- 『赤マルジャンプ』2009SPRINGに『世界ニュルルン滞在記』が掲載され、正式デビュー。
- 『週刊少年ジャンプ』2009年34号から51号まで『わっしょい!わじマニア』を連載。

## 作品
- さすらい剣士物語 - 代原掲載作品、15P
- 世界ニュルルン滞在記 - デビュー作、15P
- わっしょい!わじマニア - 初連載作品、『週刊少年ジャンプ』2009年34号 - 51号・全1巻
- ザ・ゴーストハンター - 未発表作品、『わっしょい!わじマニア』単行本に掲載
- 絶叫!ホラーくん - 『ジャンプNEXT』2010SPRING